# Organovo
Organovo — медицинская лаборатория и исследовательская компания, которая проектирует и разрабатывает функциональные трёхмерные ткани человеческого тела (технология известная как 3D-биопринтинг) для применения их в медицинских исследованиях и для терапевтических целей. Согласно экспертным оценкам, Organovo стала первой компанией, осуществившей коммерциализацию технологии 3D-биопринтинга. Для своих целей компания разработала и использует 3D-биопринтеры NovoGen MMX Bioprinter.

## Деятельность
Компания создаёт и поставляет на рынок напечатанные на 3D-биопринтере человекоподобные ткани с целью ускорения процесса разработки и преклинических испытаний медицинских продуктов, позволяя тем самым существенно ускорить и удешевить данные процессы, а также исключить риски для живых организмов. Organovo ожидает, что в будущем подобная технология может быть использована при хирургических операциях и для трансплантации искусственных органов людям. Organovo сотрудничает с медицинскими компаниями и научными медицинскими центрами, чтобы проектировать, создавать и верифицировать более достоверные ткани для моделирования болезней и для проверки токсичности препаратов. Использование искусственных человекоподобных тканей для испытаний позволяет закрыть брешь между преклиническими и клиническими испытаниями.
Organovo активно разрабатывает свою технологию с целью научиться воспроизводить полноценные органы, пригодные для трансплантации.
В 2015 году Organovo подписала соглашение с компанией L’Oréal с целью использования напечатанной на 3D-биопринтерах человеческой кожи для тестирования безопасности и эффективности косметической продукции.

## Процесс 3D-биопринтинга
Органы человеческого тела состоят из клеток различных типов, и технологии печатания этих клеток варьируются в их способности обеспечивать стабильность и жизнестойкость клеток в ходе производственного процесса. Методы, используемые для 3D-биопечатания клеток: фотолитография, магнитная 3D-биопечать, лазерная стереолитография и прямая клеточная экструзия. При всех этих процессах требуется физическая биопсия органа. Определённые клетки из биопсии изолируются и размножаются. Затем эти клетки смешиваются с разжиженным материалом, который предоставляет им кислород и питание, чтобы поддерживать их живыми вне человеческого тела. Смесь помещается в картридж и используется для создания структуры.

## NovoGen
NovoGen — разработанная Organovo проприетарная разновидность технологии 3D-печати, которая позволяет учёным собирать живые клетки в желаемые паттерны. Будучи скомбинированными с внеклеточным матриксом, клетки могут формировать сложные структуры, такие как органы. Данная технология была интегрирована компанией Invetech в производственные принтеры с целью способствования процессам ремонта тканей и созданию органов.